# Špatná pověst (Glee)
Špatná pověst (v anglickém originále Bad Reputation) je sedmnáctá epizoda amerického televizního seriálu Glee. Epizoda se poprvé vysílala na televizním kanálu Fox 4. května 2010. Epizodu napsal Ian Brennan a režírovala ji Elodie Keene. V této epizodě je trenérka roztleskávaček Sue Sylvester (Jane Lynch) veřejně zesměšněna, když je na YouTube zveřejněno video, ve kterém tancuje na písničku Physical od Olivie Newton-Johnové. Ošklivý seznam o atraktivitě členů ve sboru obíhá celou školou, a proto se někteří členové sboru snaží zařídit si pro sebe špatnou pověst. Newton-Johnová v epizodě hostuje a hraje sama sebe a Molly Shannon se v této epizodě poprvé objeví ve vedlejší roli.
V epizodě zazní cover verze pěti písní; všechny byly vydány jako singly, jsou dostupné ke stažení a dvě z nich se objevily na soundtrackovém albu Glee: The Music, Volume 3 – Showstoppers. Epizodu v den vysílání sledovalo 11,62 milionů amerických diváků a získala smíšené reakce od kritiků. Darren Franich z Entertainment Weekly a Bobby Hankinson z Houston Chronicle poznamenali, že se seriál vrátil k formě zklamání z epizod. Franich také chválil cover verzi písně "Ice Ice Baby" od Vanilla Ice, kterou v kontrastu s tím kritizovali Raymund Flandez z The Wall Street Journal a Gerrick D. Kennedy z Los Angeles Times a Kennedy označil píseň jako jeho zatím nejméně oblíbený moment z celé série.

## Děj epizody
Když člen sboru Kurt Hummel (Chris Colfer) ukradne videonahrávku, na která trenérka roztleskávaček Sue Sylvester (Jane Lynch) tančí a zpívá na píseň od Olivie Newton-Johnové, "Physical". Členové sboru se rozhodnou jako vtípek a pomstu Sue, za to co jim dělá, zveřejnit video na YouTube. Z videa se stane hit a Sue je veřejně ponížena. Sue předává řediteli Figginsovi (Iqbal Theba) seznam, který našla, nazvaný "glist", který řadí členy sboru na stupnici atraktivity a sexuální promiskuity. Figgins řekne vedoucímu sboru, Willovi Schuesterovi (Matthew Morrison), že musí co nejdříve najít tvůrce seznamu, jinak bude nucen sbor zrušit a vyloučit všechny jeho členy. Will varuje sbor, aby se tvůrce seznamu přiznal a jako téma týdne uloží studentům, aby našli písně se špatnou pověstí a očistili je a předvede píseň "Ice Ice Baby" od Vanilla Ice jako příklad.
Sue se posmívají její kolegové, kteří viděli video a jejím novým nepřítelem se stává alkoholická učitelka astronomie a trenérka badmintonu Brenda Castle (Molly Shannon). Sue její sestra Jean (Robin Trocki), trpící Downovým syndromem, připomíná, že jako děti byly obě dvě šikanovány, ale že pracovala jako dobrovolnice v útulku pro zvířata, kde zjistila, že vždycky má někdo ještě méně štěstí než ony. S ohledem na radu své sestry se Sue rozhodne jednat jako terapeutka a sdělí školní výchovné poradkyni Emmě Pillsbury (Jayma Mays), že ji byl Will nevěrný. Emma ve sborovně konfrontuje s Willem a veřejně ho tak poníží.
Členové sboru Kurt, Mercedes (Amber Riley), Artie (Kevin McHale), a Tina (Jenna Ushkowitz) jsou naštvaní, protože se neobjevili na glistu, zatímco Brittany (Heather Morris) je zmatená, že se neobjevila mezi prvními třemi, vzhledem k tomu, že se líbala s každým ve škole: s chlapci, dívkami i se školníkem. Rozhodnou se vystupovat ve školní knihovně s písní "U Can't Touch This" v naději, že jim to získá špatnou pověst. Jejich plán ale selže a knihovník je požádá, aby vystupovali s touto písní na nedělní bohoslužbě. Dále se Kurt přizná Sue, že on je ten, který ukradl její video a očekává, že bude potrestán a získá více nebezpečnou pověst. Místo toho mu Sue poděkuje a řekne, že ji právě kontaktovala Olivia Newton-Johnová, která ji požádá o pomoc při vytváření videa na novou verzi písně "Physical". Tato píseň zajistila Sue aktuální pozici v 700 nejlepších zpěváků a tak se jí kolegové přestanou posmívat. Využije svůj zisk z písně na péči pro svou nemocnou sestru.
Will se omluví Emmě a předá jí květiny a později uvidí na chodbě depresivně vypadající Quinn (Dianna Agron) a uvědomí si, že to ona je zodpovědná za seznam. Konfrontuje Quinn a ta souhlasí. Aby ji ochránil před vyhozením ze školy, sdělí Will Figginsovi, že sice tvůrce seznamu nenašel, ale že už se nic takového nebude opakovat.
Rachel požádá Pucka, aby ji pomohl s písní, a natáčí video na píseň David Geddese, "Run Joey Run". Než je video dokončeno, požádá také Finna (Cory Monteith) a Jesseho (Jonathan Groff), aby hráli ve videu jejího přítele a Finn, Puck a Jesse o sobě navzájem neví, takže má Rachel v klipu tři přítele a věří, že jí to zlepší hodnocení v glistu. Všichni tři jsou rozzlobení a uražení, když zjistí, že je Rachel využila a každý hrál jejího přítele v jiné části videa. Nakonec se jako výsledek Jesse rozchází s Rachel. Epizoda končí, když Rachel zpívá "Total Eclipse of the Heart" od Bonnie Tyler a celý sbor postupně odchází z učebny a nechává ji v učebně samotnou.

## Seznam písní
- "Physical"
- "Ice Ice Baby"
- "U Can't Touch This"
- "Run Joey Run"
- "Total Eclipse of the Heart"

## Hrají
- Dianna Agron - Quinn Fabray
- Chris Colfer - Kurt Hummel
- Jane Lynch - Sue Sylvester
- Jayma Mays - Emma Pillsburry
- Kevin McHale - Artie Abrams
- Lea Michele - Rachel Berry
- Cory Monteith - Finn Hudson

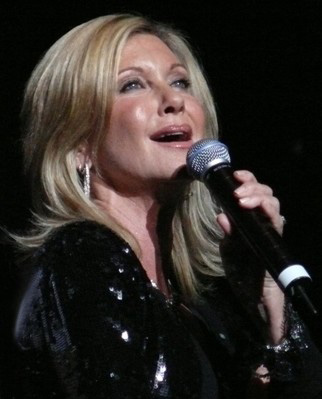
Olivia Newton-Johnová v epizodě hostuje a hraje sama sebe.

- Matthew Morrison - William Schuester
- Amber Riley - Mercedes Jones
- Mark Salling - Noah "Puck" Puckerman
- Jenna Ushkowitz - Tina Cohen-Chang

## Natáčení
Vedlejší role, které se v epizodě objeví jsou členové sboru Brittany (Heather Morris), Santana Lopez (Naya Rivera), Mike Chang (Harry Shum mladší), Matt Rutherford (Dijon Talton) a Jesse St. James (Jonathan Groff), dále bývalý vedoucí sboru Sandy Ryerson (Stephen Tobolowsky), fotbalový trenér Ken Tanaka (Patrick Gallagher) a Suina sestra Jean Sylvester (Robin Trocki).
V epizodě zazní cover verze pěti písní: "Ice Ice Baby" od Vanilla Ice, "U Can't Touch This" od MC Hammer, "Physical" od Olivie Newton-Johnové, "Run Joey Run" od Davida Geddese a "Total Eclipse of the Heart" od Bonnie Tyler. Každá z písní, které zazněly v epizodě byla vydána jako singl a je dostupní ke stažení. Písně "Physical" a "Total Eclipse of the Heart" se také objevily na soundtrackovém albu Glee: The Music, Volume 3 Showstoppers.